# Diacme phyllisalis
Diacme phyllisalis är en fjärilsart som beskrevs av Walker 1859. Diacme phyllisalis ingår i släktet Diacme och familjen Crambidae. Inga underarter finns listade i Catalogue of Life.